# Mamady Sidibé (réalisateur)
Pour les articles homonymes, voir Sidibé et Mamady Sidibé (homonymie).
Mamady Sidibé est un photographe, cinéaste et producteur guinéen.

## Réalisations - Cinéma et Audiovisuel
- 2005 : Tournage à Paris (septembre 2003) et à Libreville au Gabon (avril 2005) de l’épisode pilote de la série policière « Inspecteur Sori », intitulé « Le Mamba ».
- 2003 : Court-métrage de fiction (18 minutes), intitulé « Alice » (2e partie d’une trilogie).
- 2001 : Tournage d’une maquette (52 minutes) de la première série policière africaine francophone, intitulée « Inspecteur Sori » (ex. Commissaire Damaro), « Diouf, l’enfant des rues » (Burkina Faso).
- 1999 : Court-métrage de fiction (18 minutes en numérique), intitulé « Le Berger Noir et la Fée Rousse » (Burkina Faso).
- 1994 : Documentaire (26 minutes bêta) sur le cinéma, intitulé « A 93 ». Portraits croisés de réalisateurs africains et d’étudiants de la Femis.
- 1981 : Court-métrage de fiction (5 minutes en 16 mm), intitulé « L’Expulsion ».

## Expériences photographiques
- 1997 : Photographe de plateau pour le film « Couleur Café », de Henri Duparc (Films de la Plaine, France-Côte d’Ivoire).
- 1996 : Photographe de plateau pour le film « Choisis-Toi un Ami », de Mama Keita (Phénix Production, France-Guinée).
- 1990 : Photographe de plateau pour série télévisée « Un Loyer pour Deux », de Georges Barrier (Production TF1).
- 1986-1990 : Reportages pour plusieurs publications dans le Journal du Textile (photos de mode et publicitaires...).

## Autres expériences
- 1985 : Animateur à Radio Tropic FM pour une série d’émissions consacrée à l’image du Noir à travers le cinéma.

## Distinctions
- Lauréat 1994 du concours international du scénario Afrique-Europe de l’Est-Amérique du Sud-Asie, organisé par la Fondation Montecinema - Festival suisse du film de Locarno - pour le scénario « Birin Nato ou le Retour des Palombes » (aide à l’écriture du CNC obtenue en 1992).